# 小田川 (愛媛県)
小田川（おだがわ）は、愛媛県の肱川の支流の河川である。

## 流路
国道379号沿いに喜多郡内子町小田地区（旧上浮穴郡小田町）の上流から始まり、西へ流れる。内子町内子付近で南へ転じ、大洲市成能付近で肱川に合流する。

## イベント
中流域は、渓流釣り・投網漁が盛んで、7月ごろには道の駅内子フレッシュパークからりの吊り橋で眺めることができる。
- 川まつり（4月の第4日曜日）
- 大凧合戦（5月5日）
- 投網漁（6月上旬）
- 燈籠祭り（7月最終土曜日）